# 南宁国际民歌艺术节
南宁国际民歌艺术节（英語：Nanning International Folk Song Arts Festival）是每年一度在廣西南寧举办的汇聚世界民歌的艺术节，于1999年首次举办。

## 渊源
艺术节前身为广西国际民歌节。1993年3月15日到17日，首届广西国际民歌节在南宁举行。
1999年，经中华人民共和国文化部和广西壮族自治区人民政府批准，广西国际民歌节更名为南宁国际民歌艺术节，由南宁市人民政府、文化部社会文化图书馆司与中国国家民委文化宣传司联合主办。每年十、十一月间，于南宁市内各处广场和剧场举办歌会、文艺表演等文化节目，另有美食节、旅游文化博览会等衍生活动。

## 场地
1999年首届艺术节开幕式晚会命名为”大地飞歌“，此后沿用至今。每年于艺术节期间举办的各项活动不尽相同，所以场地不定，但开幕式晚会选址基本固定。前四届开幕式晚会选址广西体育场，因场地位置、座席及周边环境受限，自2003年起晚会转移至新建落成的民歌广场举办。2009年9月，有报道称民歌广场将改建成滨水休闲公园，南宁市人民政府有意将开幕式晚会移至五象新区将建成的广西体育中心举行。
| 期间           | 地点                 |
| -------------- | -------------------- |
| 1999年－2002年 | 广西壮族自治区体育场 |
| 2003年—2009年  | 民歌广场             |
| 2010年至今     | 广西体育中心         |

## 與东盟博览会的關係
2004年11月，首届中国—东盟博览会（CAEXPO）在南宁举办，南宁成为博览会永久举办地。中国—东盟博览会由中国和东盟10国经贸主管部门及东盟秘书处共同主办，广西壮族自治区人民政府承办。因举办时间相近，自2004年起，中国—东盟博览会、中国—东盟商务与投资峰会与南宁国际民歌艺术节一起，并称“两会一节”，由南宁市人民政府统一协调活动筹备工作。

## 奖项
- 2005年IEFA最高奖综合类铜奖
- 2006年IFEA最佳杂项多媒体银奖
- 2006年IFEA最佳全程电视节目银奖
- 2006年中国最具国际影响力十大节庆活动
- 2006年中国舞美色彩大奖

以上僅為部分獎項，全部内容請參看“外部連結”中的“民歌节获奖情况”。